# Notiolaphria macra
Notiolaphria macra là một loài ruồi trong họ Asilidae. Notiolaphria macra được Bigot miêu tả năm 1859. Loài này phân bố ở vùng nhiệt đới châu Phi.